# بيجي موران
بيجي موران (بالإنجليزية: Peggy Moran) هي ممثلة أمريكية، ولدت في 23 أكتوبر 1918 في الولايات المتحدة، وتوفيت بنفس المكان في 24 أكتوبر 2002.

## أعمال

### أفلام
- (1939) نينوتشكا
- (1940) صلب ساخن

## وصلات خارجية
- بيجي موران على موقع IMDb (الإنجليزية)
- بيجي موران على موقع ألو سيني (الفرنسية)
- بيجي موران على موقع أول موفي (الإنجليزية)
- بيجي موران على موقع قاعدة بيانات الأفلام السويدية (السويدية)
- بيجي موران على موقع إن إن دي بي (الإنجليزية)
- بيجي موران على موقع قاعدة بيانات الفيلم (الإنجليزية)
- بيجي موران على موقع كينوبويسك (الروسية)